# District du Koura
Pour les articles homonymes, voir Koura.
Le caza ou district du Koura (en arabe : الكورة) est une subdivision administrative du Gouvernorat (mohafaza) du Nord au Liban. On y compte 52 villages. Le chef-lieu du district est Amioun. Le Koura est réputé pour ses oliviers et pour son huile d'olive. C'est une région dont la majorité des habitants est de confession chrétienne orthodoxe relevant du Patriarcat grec orthodoxe d'Antioche et de tout l'Orient.

## Répartition confessionnelle des électeurs (2015)
https://www.almanar.com.lb/9564502
| Confessions          | Pourcentage (2022) | Pourcentage (2015) |
| Chrétiens (total)    | 82,17 %            | 83 %               |
| -------------------- | ------------------ | ------------------ |
| Arméniens-orthodoxes | 0,08 %             | - %                |
| Grecs-orthodoxes     | 62,61 %            | 59,07 %            |
| Maronites            | 19,01 %            | 21,47 %            |
| Grecs-catholiques    | 0,29 %             | 1,17 %             |
| Autres chrétiens     | 0,17 %             | 1,29 %             |
| Musulmans (total)    | 17,82 %            | 17 %               |
| Sunnites             | 14,92 %            | 14 %               |
| Chiites              | 1,99 %             | 1,98 %             |
| Alaouites            | 0,90 %             | 0,78 %             |
| Druze (total)        | 0 %                | 0,02 %             |

## Principales villes
- Amioun
- Bishmizzine
- Darbechtar
- Enfeh
- Fih
- Kaftoun
- Kfarhata
- Kousba
- Kfar Aaka

| 1. Aaba          | 2. Afsdik      | 3. Ain Akrine      | 4. Ali-al-Mouran |
| 5. Amioun        | 6. Anfeh       | 7. Badebhoun       | 8. Barghoun      |
| 9. Barsa         | 10. Bdebba     | 11. Beitroumin     | 12. Bechmezzine  |
| 13. Bhabouch     | 14. Bishriyata | 15. Bkomra         | 16. Bneyel       |
| 17. Bohssas      | 18. Btourram   | 19. Btouratige     | 20. Bkeftine     |
| 21. Bnehran      | 22. Bsarma     | 23. Btaaboura      | 24. Bziza        |
| 25. Charlita     | 26. Chira      | 27. Dahr-al-Ain    | 28. Darbaachtar  |
| 29. Darchmezzine | 30. Deddeh     | 31. Fih            | 32. Ijdeebrine   |
| 33. Kaftoun      | 34. Kefraya    | 35. Kelbata        | 36. Kelhat       |
| 37. Kfaraakka    | 38. Kfarhata   | 39. Kfarhazir      | 40. Kfarkahel    |
| 41. Kfarsaroun   | 42. Kousba     | 43. Maziriit Toula | 44. Mitrit       |
| 45. Mijdel       | 46. Nakhleh    | 47. Rachedbine     | 48. Ras Maska    |
| 49. Ras Osta     | 50. Wata Fares | 51. Zakroun        | 52. Zakzouk      |